# ポッツタウン (ペンシルベニア州)
ポッツタウン（英: Pottstown）は、アメリカ合衆国ペンシルベニア州のモンゴメリー郡にある町（ボロ）。人口は2万3433人（2020年）。フィラデルフィアの北西55キロメートル、レディングの南東24キロメートルに位置し、スクーカル川に沿っている。
町は1752年から1753年に設立され、設立者ジョン・ポッツにちなんでポッツグローブと名付けられた。1815年にボロとして法人化されたときにポッツグローブからポッツタウンに改名された。1888年、領域をかなり広げた。ポッツタウンは生産的な農業と酪農業地帯の中心である。
昔は鉄鋼業が大変盛んに営まれていた。大型の圧延工場、製鋼炉、釘の工場、繊維工場、橋の組み立て工場、農業機械工場、ボイラーと機械の工場、鋳物工場、レンガ、絹、シャツ、靴下などの工場があった。1900年の人口は13,696人だった。
ユーングリング・ビールで有名なスクーカル郡ポッツビル市は位置も近いので、混同しないようにする必要がある。

## 歴史

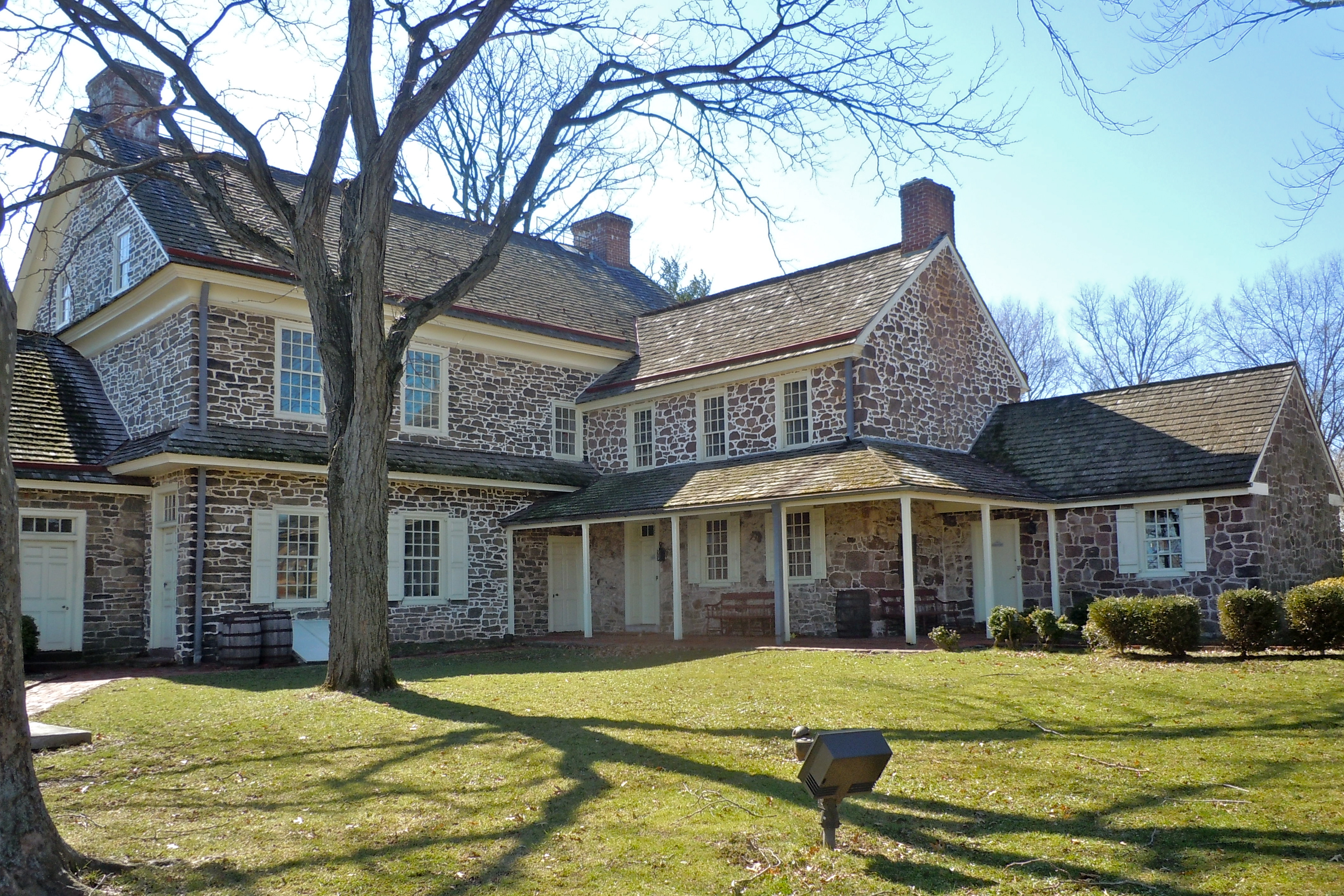
ポッツグローブ邸宅、町の西端にあり、ジョン・ポッツの家だった

現代のポッツタウンは、当初ウィリアム・ペンに譲渡された土地に設立された。ヨーロッパ人開拓者の中でもドイツ人、スウェーデン人、イングランド人がこの地域に多く入植した。1714年に最初の鋳造所が設立された後、ポッツタウンは鉄鋼業と結び付けられるようになった。
最後は鉄の、後には鋼生産用の溶鉱炉がこの地域に設立された。鉄鋼の生産によって、ポッツ家は地域にとっての鉄の支配者となった。地域で鋳造所を設立し、マナトーニー・クリークの西に大きな家を建てた。ジョン・ポッツは1761年に、自分の所有する995エーカー (4.03 km2) の土地の一部に町を設立した。そこには国内最古の工場であるポッツタウン・ローラー・ミルがある。
ポッツグローブは時間を掛けて成長し、1815年、ポッツタウンという名前で、ペンシルベニア州ではノリスタウンに次ぐ2つ目のボロとして法人化された。
レディングとフィラデルフィアを繋ぐフィラデルフィア・アンド・レディング鉄道本線が1838年にはポッツタウンまで開通した。1842年にマウントカーボンまで延伸され、それが原材料と製品の輸送を助け、ポッツタウンの経済が成長した。その延伸から数年も経たないうちに、人口は600人から1,850人と3倍になった。ポッツタウンの金属生産量が増え、ここで生産された鉄鋼がパナマ運河やゴールデンゲートブリッジに使われた。
1944年、ポッツタウンはボロ・マネジャー方式の政府を採用した。1964年までに政府を再編成する必要性に迫られていた。当時は行政委員会の委員が20人おり、州内でも最大級の行政委員会となっていた。ボロ領域の区割りを見直し、委員の数を7人に減らした。
ハイストリート歴史地区、オールド・ポッツタウン歴史地区、ポッツグローブ邸宅、グラブ邸宅、ジェファーソン小学校、ポッツタウン・ローラー・ミル、レディング鉄道ポッツタウン駅、ヘンリー・アンツ邸がアメリカ合衆国国家歴史登録財に指定されている。

## 政治と政府
| 年     | 共和党      | 民主党      |
| ------ | ----------- | ----------- |
| 2012年 | 33.3% 2,825 | 65.1% 5,527 |
| 2008年 | 29.2% 2,737 | 69.5% 6,506 |
| 2004年 | 38.0% 3,069 | 61.3% 4,950 |
| 2000年 | 40.0% 2,459 | 56.1% 3,448 |

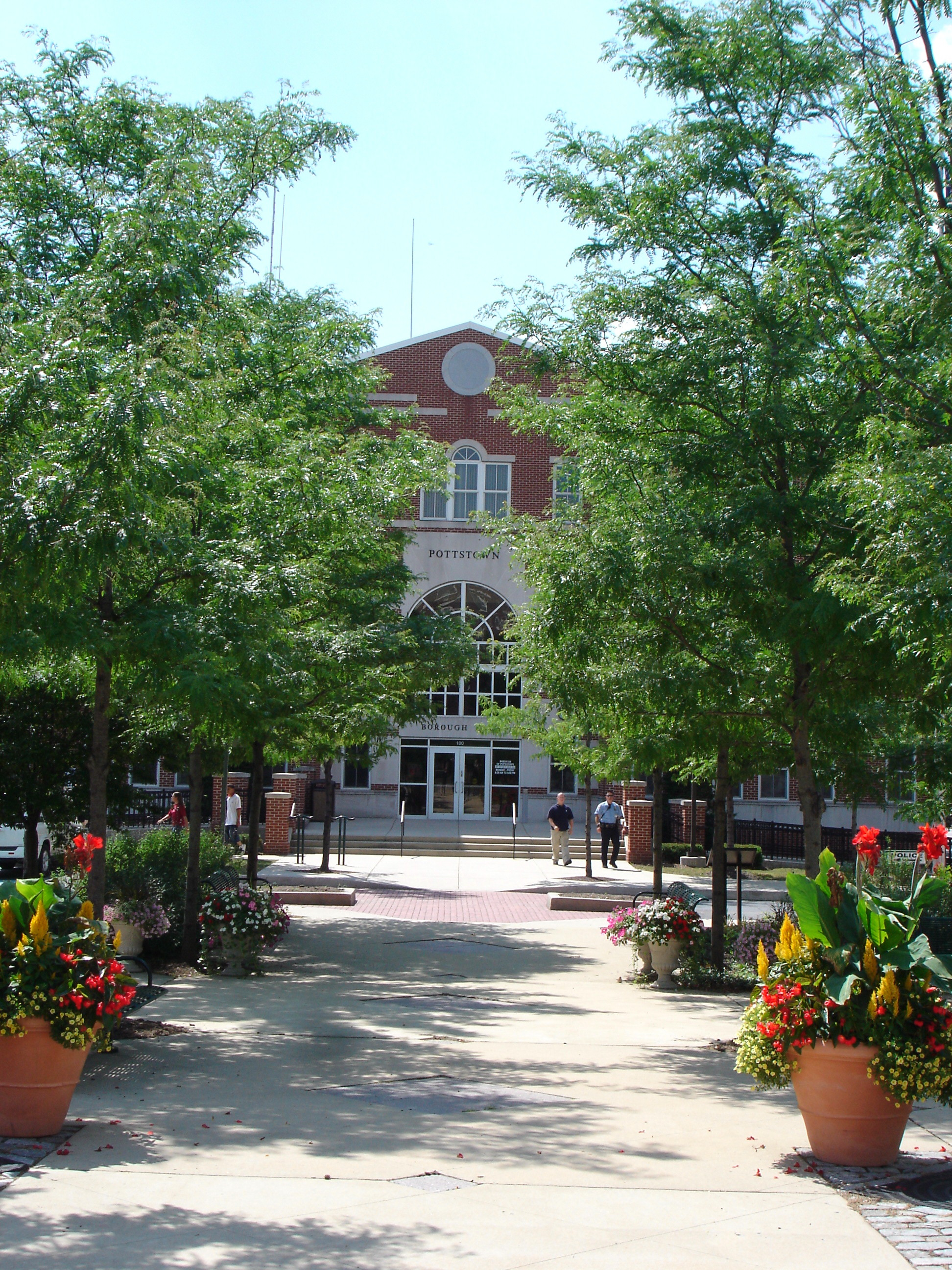
ポッツビル・ボロ役所

ポッツタウンはボロ・マネジャー方式の政府形態を採っており、1人の首長と7人の委員による行政委員会がある。
アメリカ合衆国下院議員の選挙でペンシルベニア州第6選挙区に属し、州議会下院では第146選挙区に、同上院では第44選挙区に属している。

## 地理
ポッツタウンは北緯40度14分59秒 西経75度38分25秒 / 北緯40.24972度 西経75.64028度 (40.249690, -75.640262)に位置している。
アメリカ合衆国国勢調査局に拠れば、領域全面積は4.9平方マイル (13 km2)であり、このうち陸地4.8平方マイル (12 km2)、水域は0.1平方マイル (0.2 km2)で水域率は1.83%である

### 気候
ポッツタウンの気候は暑く湿気た夏と、概して温暖から冷涼な冬が特徴である。ケッペンの気候区分では温暖湿潤気候、略号では "Cfa" に分類される。
| ポッツタウンの気候     | ポッツタウンの気候 | ポッツタウンの気候 | ポッツタウンの気候 | ポッツタウンの気候 | ポッツタウンの気候 | ポッツタウンの気候 | ポッツタウンの気候 | ポッツタウンの気候 | ポッツタウンの気候 | ポッツタウンの気候 | ポッツタウンの気候 | ポッツタウンの気候 | ポッツタウンの気候 |
| 月                     | 1月                | 2月                | 3月                | 4月                | 5月                | 6月                | 7月                | 8月                | 9月                | 10月               | 11月               | 12月               | 年                 |
| ---------------------- | ------------------ | ------------------ | ------------------ | ------------------ | ------------------ | ------------------ | ------------------ | ------------------ | ------------------ | ------------------ | ------------------ | ------------------ | ------------------ |
| 平均最高気温 °C （°F） | 3 (38)             | 4 (39)             | 10 (50)            | 16 (61)            | 23 (73)            | 27 (81)            | 30 (86)            | 28 (83)            | 25 (77)            | 19 (66)            | 11 (52)            | 5 (41)             | 16.8 (62.3)        |
| 平均最低気温 °C （°F） | −4 (25)            | −4 (24)            | 0 (32)             | 6 (42)             | 11 (52)            | 16 (61)            | 19 (66)            | 18 (64)            | 14 (57)            | 8 (46)             | 3 (37)             | −3 (27)            | 7 (44.4)           |
| 降水量 mm （inch）     | 84 (3.3)           | 81 (3.2)           | 97 (3.8)           | 84 (3.3)           | 107 (4.2)          | 97 (3.8)           | 122 (4.8)          | 100 (4)            | 81 (3.2)           | 80 (3)             | 81 (3.2)           | 84 (3.3)           | 1,098 (43.1)       |
| 出典：Weatherbase      |                    |                    |                    |                    |                    |                    |                    |                    |                    |                    |                    |                    |                    |

## 人口動態
2010年国勢調査時点での、人種別人口構成は、白人 72.1%、黒人 19.5%、インディアン 0.3%、アジア人 0.9%、太平洋諸島系 0.1%、混血 4.4%、ヒスパニック系 8.0% となっている。
以下は2000年国勢調査による人口統計データである。
| 基礎データ - 人口: 21,859 人（2000年から9.7%成長） - 世帯数: 9,146 世帯 - 家族数: 5,533 家族 - 人口密度: 1,747.4人/km2（4,526.3 人/mi2） - 住居数: 9,973 軒 - 住居密度: 797.2 軒/km2（2,065.1 軒/mi2） 人種別人口構成 - 白人: 79.34% - アフリカン・アメリカン: 15.06% - ネイティブ・アメリカン: 0.23% - アジア人: 0.65% - 太平洋諸島系: 0.09% - その他の人種: 1.89% - 混血: 2.75% - ヒスパニック・ラテン系: 4.53% 年齢別人口構成 - 18歳未満: 25.6% - 18-24歳: 7.5% - 25-44歳: 30.9% - 45-64歳: 19.8% - 65歳以上: 16.2% - 年齢の中央値: 36歳 - 性比（女性100人あたり男性の人口） - 総人口: 90.5 - 18歳以上: 85.6 | 世帯と家族（対世帯数） - 18歳未満の子供がいる: 29.1% - 結婚・同居している夫婦: 41.3% - 未婚・離婚・死別女性が世帯主: 14.7% - 非家族世帯: 39.5% - 単身世帯: 33.5% - 65歳以上の老人1人暮らし: 13.4% - 平均構成人数 - 世帯: 2.36人 - 家族: 3.02人 収入と家計 - 収入の中央値 - 世帯: 35,785米ドル - 家族: 45,734米ドル - 性別 - 男性: 34,923米ドル - 女性: 26,229米ドル - 人口1人あたり収入: 19,078米ドル - 貧困線以下 - 対人口: 11.3% - 対家族数: 8.7% - 18歳未満: 15.2% - 65歳以上: 8.8% |

## 交通
ポッツタウンを通る東西方向の幹線道はハイストリートであり、東のリッジパイク・ボロまで続いている。南北方向の幹線道はハノーバー通りである。高速道のアメリカ国道422号線が町の南を通り、東はキング・オブ・プルシアやフィラデルフィアに、西のレディングに通じている。ペンシルベニア州道100号線は南北に通り、南のウェストチェスター、北のアレンタウンに通じている。ペンシルベニア州道663号線は州道100号線に始まり、東にキング通りを辿り、北東のシャーロット通りからボロを離れ、ペンズバーグとクエーカータウンに向かう。州道724号線はスクーカル川の南岸を通ってチェスター郡に入る。
ポッツタウンと周辺の町のバス便は、公有で民営のものがある。ポッツタウン・ボロがそのシステムを所有し、資金を手当てし、管理している。日々の運営はポッツタウン地域高速交通が行っている。南東ペンシルベニア交通局の93系統はポッツタウンとノリスタウンを結んでいる。
市内には一般用途のポッツタウン市民空港があり、また付近のリマリックにはポッツタウン・リマリック空港もある。
レディング/ポッツタウンとフィラデルフィアの間の旅客鉄道は、1981年7月29日まで南東ペンシルベニア交通局の管轄下にコンレールが運行していたが、この日で運行を停止した。スクーカル・バレー・メトロなど通勤列車を復活する動きは失敗した。駅は今も残っており、地区裁判所が入っている。

## 教育

### 公共図書館
- ポッツタウン地域図書館[13]

### カレッジ
- モンゴメリー郡コミュニティカレッジ - 西キャンパス

### 公共教育学区
- ポッツタウン教育学区、ボロ内を担当
- ポッツグローブ教育学区、モンゴメリー郡内の周辺の町を担当
- オーウェン・J・ロバーツ教育学区、ポッツタウンの南にあるチェスター郡の田園部を担当。ウォリック・タウンシップ、イーストナントミール・タウンシップ、サウスコベントリー・タウンシップ、ノースコベントリー・タウンシップ、イーストビンセント・タウンシップ、イーストコベントリー・タウンシップ、ウェストビンセント・タウンシップが入る。

### 私立学校
- ザ・ヒル学校
- ウィンドクロフト学校
- セントアロシウス学校
- ストウ・ライトハウス・クリスチャン・アカデミー

## メディア

### 新聞
ポッツタウンで発行される新聞「マーキュリー」は、アメリカ合衆国で最も発行部数が少ない新聞と言う特徴がある。またそのスタッフのうち2人がピューリッツァー賞を獲得して来た。最初は1979年、トム・ケリーがスポットニューズ写真部門で、次に1990年トム・ヒルトンが論説部門で受賞した。

### テレビとラジオ
ポッツタウン・コミュニティ・テレビはポッツタウン・ボロが所有運営している。モンゴメリー郡西部、チェスター郡北部、バークス郡東部の77,000以上の家庭にコムキャスト・ケーブルテレビを通じて政府アクセステレビを流している。1983年から放送を開始し、現在は3つのチャンネルで番組を流している。
このテレビ局では地元の高校が行うフットボール、バスケットボール、水泳、野球などスポーツも放映している。
AMラジオ局のWPAZはフィラデルフィア都市圏に放送している、伝統的なクリスチャン音楽や讃美歌などを流している。

## 著名な出身者
- ボビー・シャンツ、メジャーリーグベースボール選手、ニューヨーク・ヤンキース他

- ダリル・ホール ホール＆オーツのヴォーカル、歌手